# Certificat d'aptitude au professorat d'éducation physique et sportive
 (août 2025).
 (août 2025).
La mise en forme du texte ne suit pas les recommandations de Wikipédia : il faut le « wikifier ».
Les points d'amélioration suivants sont les cas les plus fréquents. Le détail des points à revoir est peut-être précisé sur la page de discussion.
- Les titres sont pré-formatés par le logiciel. Ils ne sont ni en capitales, ni en gras.
- Le texte ne doit pas être écrit en capitales (les noms de famille non plus), ni en gras, ni en italique, ni en « petit »…
- Le gras n'est utilisé que pour surligner le titre de l'article dans l'introduction, une seule fois.
- L'italique est rarement utilisé : mots en langue étrangère, titres d'œuvres, noms de bateaux, etc.
- Les citations ne sont pas en italique mais en corps de texte normal. Elles sont entourées par des guillemets français : « et ».
- Les listes à puces sont à éviter, des paragraphes rédigés étant largement préférés. Les tableaux sont à réserver à la présentation de données structurées (résultats, etc.).
- Les appels de note de bas de page (petits chiffres en exposant, introduits par l'outil «  Source ») sont à placer entre la fin de phrase et le point final[comme ça].
- Les liens internes (vers d'autres articles de Wikipédia) sont à choisir avec parcimonie. Créez des liens vers des articles approfondissant le sujet. Les termes génériques sans rapport avec le sujet sont à éviter, ainsi que les répétitions de liens vers un même terme.
- Les liens externes sont à placer uniquement dans une section « Liens externes », à la fin de l'article. Ces liens sont à choisir avec parcimonie suivant les règles définies. Si un lien sert de source à l'article, son insertion dans le texte est à faire par les notes de bas de page.
- La présentation des références doit suivre les conventions bibliographiques. Il est recommandé d'utiliser les modèles {{Ouvrage}}, {{Chapitre}}, {{Article}}, {{Lien web}} et/ou {{Bibliographie}}. Le mode d'édition visuel peut mettre en forme automatiquement les références.
- Insérer une infobox (cadre d'informations à droite) n'est pas obligatoire pour parachever la mise en page.

Pour une aide détaillée, merci de consulter Aide:Wikification.
Si vous pensez que ces points ont été résolus, vous pouvez retirer ce bandeau et améliorer la mise en forme d'un autre article.
En France, le certificat d'aptitude au professorat d'éducation physique et sportive (CAPEPS) est le concours d'accès au corps des professeurs d'éducation physique et sportive, grade équivalent à celui des professeurs certifiés du secondaire (recrutés par la voie du CAPES).
Afin d'enseigner dans le second degré du système éducatif français (collège et lycée), les futurs enseignants d'EPS doivent réussir le concours du CAPEPS ou celui de l'agrégation.

## Conditions d'accès
Il existe actuellement deux voies d'accès au CAPEPS :
- le concours externe, réservé aux titulaires d'un master 1 ou d'un diplôme reconnu équivalent (pour être titularisé le master complet est nécessaire)
- le concours interne, pour les salariés de la fonction publique (titulaires ou non) ayant trois années d'ancienneté ;
- il y a quelques années, il a existé le concours de troisième voie (pour les anciens aides-éducateurs), puis le troisième concours (pour la reconversion professionnelle).

## Les épreuves du CAPEPS

### Admissibilité
I. Dissertation portant sur les fondements sociohistoriques et épistémologiques de l'éducation physique et des activités physiques, sportives et artistiques (APSA) (durée épreuve 5 h)
L'épreuve a pour but d'évaluer la capacité du futur enseignant à situer son action professionnelle au regard des permanences et des transformations de l'éducation physique, sous l'influence de déterminants endogènes et exogènes au système éducatif.
					Programme :
					L’évolution de l'éducation physique dans le système éducatif en France de la fin du XIXe siècle à nos jours :
					- les enseignants et la diversité sociale et culturelle des élèves,
					- l’éducation des corps, de la personne et la formation du citoyen,
					- les enjeux sanitaires et sécuritaires de l’activité corporelle,
					- la place, le statut et le rôle des activités physiques, sportives et artistiques au regard notamment de la question des identités sexuées.
					II. Dissertation ou étude de cas à partir de documents portant sur l’enseignement de l’EPS dans le second degré (durée de l'épreuve 5h)
					L'épreuve a pour but d'évaluer la capacité du futur enseignant à mobiliser les connaissances scientifiques, technologiques et professionnelles nécessaires à la compréhension des conditions d'enseignement et d'apprentissage requises pour favoriser les acquisitions des élèves dans le cadre de la mise en œuvre des programmes d'éducation physique et sportive dans les établissements du second degré.
					Programme :
					Concevoir et mettre en œuvre un enseignement favorable aux apprentissages en éducation physique et sportive et à la réussite scolaire des élèves :
					- l’acquisition de compétences et le parcours de formation pour la diversité des élèves dans un EPLE, 
- le développement des différents types de ressources d’ordre physiologique, moteur, neuro-informationnel, psychologique, psychosociologique chez les élèves en EPS, 
- les savoirs académiques et professionnels (planifier, agir, interagir, réguler, évaluer) nécessaires à l’organisation du travail de l’enseignant et du travail de l’élève, 
- la prise de risque, l’émotion et l’engagement dans l’effort comme leviers d’accès aux compétences propres à l’EPS CP2 et CP5. 

## Admission
Les épreuves d'admission se déroulent au CREPS de Vichy, au mois de juin.
- L'oral 1, est un oral dit de leçon où le candidat doit proposer une séance à partir d'une visualisation vidéo. L'activité physique et sportive ou artistique est tirée au sort entre la compétence propre qui n'a pas été réalisée en pratique par le candidat (celui-ci réalise deux épreuves physique dans deux compétences propres différentes), et un autre ensemble d'épreuves ne renvoyant pas à une compétence propre (musculation et step notamment). Cette première partie de l'épreuve compte pour 14 points. La seconde partie de cet oral porte sur des connaissances relatives au « agir en fonctionnaire de l'État » et est créditée de 6 points.
- L'oral 2 est un oral de spécialité. Dans cette épreuve, le candidat est amené à exposer des situations sur son épreuve de spécialité. La seconde partie de l'oral est consacrée à une ouverture sur une activité tirée au sort appartenant à la même compétence propre que celle de spécialité.

## Histoire
Le CAPEPS est l'héritier de certificats plus anciens tel le certificat d'aptitude à l'enseignement de la gymnastique (CAEG).

## Statistiques
| Année | Nombre de postes | Candidats présents | Admis | Pourcentage de réussite |
| ----- | ---------------- | ------------------ | ----- | ----------------------- |
| 1991  | 680              | 2307               | 680   | 29,48 %                 |
| 1992  | 865              | 2090               | 865   | 41,39 %                 |
| 1993  | 820              | 2222               | 820   | 36,90 %                 |
| 1994  | 820              | 2525               | 820   | 32,48 %                 |
| 1995  | 830              | 2761               | 830   | 30,06 %                 |
| 1996  | 830              | 3364               | 830   | 24,67 %                 |
| 1997  | 1060             | 3962               | 1060  | 26,75 %                 |
| 1998  | 1060             | 4513               | 1060  | 23,49 %                 |
| 1999  | 1050             | 5409               | 1050  | 19,41 %                 |
| 2000  | 1050             | 6485               | 1050  | 16,19 %                 |
| 2001  | 1155             | 7280               | 1155  | 15,87 %                 |
| 2002  | 1330             | 7549               | 1330  | 17,62 %                 |
| 2003  | 1330             | 7867               | 1330  | 16,91 %                 |
| 2004  | 780              | 8205               | 780   | 9,51 %                  |
| 2005  | 800              | 6701               | 800   | 11,94 %                 |
| 2006  | 400              | 6316               | 400   | 6,33 %                  |
| 2007  | 400              | 4589               | 400   | 8,72 %                  |
| 2008  | 400              | 3533               | 400   | 11,32 %                 |
| 2009  | 400              | 2697               | 400   | 14,83 %                 |
| 2010  | 450              | 2431               | 450   | 18,51 %                 |
| 2011  | 560              | 1314               | 560   | 42,62 %                 |
| 2012  | 600              | 1240               | 600   | 48,39 %                 |